# Torneo Clausura 2024 de Segunda División de Costa Rica
El Torneo Clausura 2024 es la edición 95.° del campeonato de liga de la Segunda División del fútbol costarricense, que concluye la temporada 2023-24. El equipo del Santa Ana llega como campeón del Apertura 2023 y se asegura una eventual final, en caso de lograr el cetro del Clausura 2024 logrará el ascenso de forma automática.
Como novedad para este certamen la Liga de Ascenso contará con un nuevo patrocinador, Transcomer Puesto de Bolsa de Comercio S. A, será el nuevo patrocinador por lo que para este Clausura 2024, el campeonato llevará el nombre de Liga Transcomer de Ascenso.
Entre las novedades, el equipo de San Carlos F. C., estará compitiendo en este torneo en reemplazo del conjunto de Marineros PFC quién decidió ceder su franquicia al conjunto norteño que para este torneo se mantendrá jugando con el nombre de Marineros y sus partidos de local serán en el Carlos Ugalde de San Carlos.
Para este certamen el dedicado será el exfutbolista y ex entrenador, Bernardo Veach Davis, quien falleciera recientemente. Veach fue exjugador y entrenador del conjunto de Cariari Pococí tanto en LINAFA como en la Liga de Ascenso.
Entre otra de las novedades el equipo de Golfito F. C. ya no participará en el presente certamen ya que fue declarado oficialmente descendido por incumplir con los requisitos de competición y queda descendido a LINAFA. Sin embargo se le programarán partidos de manera normal ya que el descenso se ratifica hasta el final de la Temporada 2023-2024.

## Sistema de competición
El torneo del Liga de Ascenso, está conformado en dos partes:
- Fase de clasificación: Se integra por las 18 jornadas del torneo.
- Fase final: Se integra por los partidos de cuartos de final, semifinal y final.

### Fase de clasificación
En la fase de clasificación se observará el sistema de puntos. La ubicación en la tabla general está sujeta a lo siguiente:
- Por juego ganado se obtendrán tres puntos.
- Por juego empatado se obtendrá un punto.
- Por juego perdido no se otorgan puntos.

En esta fase participan los 17 clubes de la Liga de Ascenso jugando en el torneo 18 jornadas respectivas, a visita recíproca según el grupo que pertenece.
El orden de los clubes al final de la fase de calificación del torneo corresponderá a la suma de los puntos obtenidos por cada uno de ellos y se presentará en forma descendente. Si al finalizar las 18 jornadas del torneo, dos o más clubes estuviesen empatados en puntos, su posición en la tabla general será determinada atendiendo a los siguientes criterios de desempate:
1. Mayor diferencia positiva general de goles. Este resultado se obtiene mediante la sumatoria de los goles anotados a todos los rivales, en cada campeonato menos los goles recibidos de estos.
2. Mayor cantidad de goles a favor, anotados a todos los rivales dentro de la misma competencia.
3. Mejor puntuación particular que hayan conseguido en las confrontaciones particulares entre ellos mismos.
4. Mayor diferencia positiva particular de goles, la cual se obtiene sumando los goles de los equipos empatados y restándole los goles recibidos.
5. Mayor cantidad de goles a favor que hayan conseguido en las confrontaciones entre ellos mismos.
6. Como última alternativa, el comité de competición realizaría un sorteo para el desempate.

### Fase final
Los ocho clubes calificados para esta fase del torneo serán reubicados de acuerdo con el lugar que ocupen en la tabla al término de la jornada 18, con los puestos del número uno hasta el cuatro de cada grupo. Los partidos a esta fase se desarrollarán a visita recíproca, en las siguientes etapas:
- Cuartos de final
- Semifinales
- Final

Los clubes vencedores en los partidos de cuartos de final y semifinal serán aquellos que en los dos juegos anoten el mayor número de goles. El club vencedor de la final y por lo tanto campeón, será aquel que en los dos partidos anote el mayor número de goles. Para todas las series, si al término del tiempo reglamentario el partido está empatado, se agregarán dos tiempos extras de 15 minutos cada uno. De persistir el empate en estos periodos, se procederá a lanzar tiros penales hasta que resulte un vencedor.
Los partidos de cuartos de final se jugarán de la siguiente manera:

## Equipos participantes

### Equipos por provincia
Para la temporada 2023-24, la provincia con más equipos en la Segunda División es San José con seis.
| Uruguay Carmelita Turrialba Jicaral Consultants Garabito Palmares Sarchí San Carlos F. C. Aserrí Santa Ana Escorpiones Cariari Limón Black Star PFA Antioquia Quepos |

| Provincia  | N.º | Equipos                                                                  |
| ---------- | --- | ------------------------------------------------------------------------ |
| San José   | 6   | Aserrí, Fútbol Consultants, Guadalupe,Santa Ana, PFA Antioquia y Uruguay |
| Alajuela   | 4   | Carmelita, COFUTPA, San Carlos F. C. y Asociación Deportiva Sarchí       |
| Puntarenas | 3   | Garabito, Jicaral y Quepos Cambute                                       |
| Limón      | 2   | Cariari y Limón Black Star                                               |
| Heredia    | 1   | Escorpiones                                                              |
| Cartago    | 1   | Turrialba                                                                |

### Información de los equipos
| Equipo           | Ciudad       | Entrenador        | Fundación      | Estadio                     | Aforo | Transmisión |
| ---------------- | ------------ | ----------------- | -------------- | --------------------------- | ----- | ----------- |
| Aserrí           | Aserrí       | Roberto Castro    | 1940 (85 años) | Estadio Municipal de Aserrí | 1 050 |             |
| AD Sarchí        | Sarchí       | Javier Valenciano | 2021 (3 años)  | Eliécer Pérez               | 2 500 |             |
| Cariari          | Cariari      | Jimmy Núñez       | 1972 (53 años) | Comunal de Cariari          | 1 200 |             |
| Carmelita        | Alajuela     | Vinicio Alvarado  | 1948 (76 años) | Rafael Bolaños              | 2 400 |             |
| Cofutpa          | Palmares     | Mauricio Montero  | 2012 (13 años) | "Palmareño" Solís           | 4 000 |             |
| Consultants      | Desamparados | Mateo Silva       | 2017 (8 años)  | "Coyella" Fonseca           | 4 500 |             |
| Escorpiones      | Belén        | Andrés Arias      | 2021 (3 años)  | Polideportivo de Belén      | 1 000 |             |
| Jacó F.C.        | Garabito     | César Alpízar     | 2019 (6 años)  | Municipal de Garabito       | 3 000 |             |
| Guadalupe        | Guadalupe    | Alfredo Morales   | 2017 (8 años)  | "Coyella" Fonseca           | 4 500 |             |
| Jicaral          | Jicaral      | Mauricio Solís    | 2007 (18 años) | Asoc. Cívica Jicaraleña     | 1 500 |             |
| Limón Black Star | Limón        | Alberto Moraga    | 2022 (3 años)  | Juan Gobán                  | 2 349 |             |
| PFA Antioquia    | Desamparados | Carlos Hernández  | 2022 (3 años)  | "Coyella" Fonseca           | 4 500 |             |
| Quepos Cambute   | Quepos       | Harold López      | 1996 (29 años) | Finca Damas                 | 1 000 |             |
| San Carlos F. C. | San Carlos   | Robert Arias      | 2021 (4 años)  | Carlos Ugalde               | 4 500 |             |
| Santa Ana        | Santa Ana    | Cristian Oviedo   | 1993 (32 años) | Piedades de Santa Ana       | 2 000 |             |
| Turrialba        | Turrialba    | Gerardo Ureña     | 1940 (84 años) | Rafael Camacho              | 4 500 |             |
| Uruguay          | San Isidro   | Cristian Salomón  | 1936 (89 años) | El Labrador                 | 2 500 |             |

Datos actualizados al 07 de enero de 2024.

## Fase de clasificación

### Tabla de posiciones

#### Grupo A
| Pos. | Equipo           | Pts. | PJ | G  | E | P  | GF | GC | Dif. | Clasificación    |
| ---- | ---------------- | ---- | -- | -- | - | -- | -- | -- | ---- | ---------------- |
| 1    | Quepos Cambute   | 35   | 16 | 11 | 2 | 3  | 28 | 16 | +12  | Cuartos de final |
| 2    | A. D. Sarchí     | 33   | 16 | 10 | 3 | 3  | 33 | 17 | +16  | Cuartos de final |
| 3    | San Carlos F. C. | 32   | 16 | 9  | 5 | 2  | 36 | 15 | +21  | Cuartos de final |
| 4    | Jicaral          | 32   | 16 | 9  | 5 | 2  | 31 | 11 | +20  | Cuartos de final |
| 5    | A. D. COFUTPA    | 32   | 16 | 10 | 2 | 4  | 35 | 19 | +16  |                  |
| 6    | PFA Antioquia    | 17   | 16 | 5  | 2 | 9  | 17 | 27 | −10  |                  |
| 7    | A. D. Carmelita  | 12   | 16 | 3  | 3 | 10 | 19 | 32 | −13  |                  |
| 8    | Jacó F. C.       | 11   | 16 | 3  | 2 | 11 | 22 | 36 | −14  | Último lugar     |

Actualizado a los partidos jugados el 7 de marzo de 2024.
 Fuente: Liga de Ascenso
- El equipo de Golfito F. C. está incluido en este grupo pero debido a incumplimiento en las reglas de competición en el Apertura 2023, el comité le suspendió la licencia y franquicia a este equipo por lo cual ya no jugará este certamen.[2]

#### Grupo B
| Pos. | Equipo                    | Pts. | PJ | G  | E | P  | GF | GC | Dif. | Clasificación    |
| ---- | ------------------------- | ---- | -- | -- | - | -- | -- | -- | ---- | ---------------- |
| 1    | Limón Black Star          | 37   | 16 | 12 | 1 | 3  | 27 | 10 | +17  | Cuartos de final |
| 2    | Escorpiones de Belén      | 33   | 16 | 10 | 3 | 3  | 42 | 22 | +20  | Cuartos de final |
| 3    | C. S. Uruguay de Coronado | 31   | 16 | 9  | 4 | 3  | 22 | 14 | +8   | Cuartos de final |
| 4    | Municipal Santa Ana       | 29   | 16 | 9  | 2 | 5  | 33 | 14 | +19  | Cuartos de final |
| 5    | Guadalupe F.C             | 29   | 16 | 9  | 2 | 5  | 33 | 19 | +14  |                  |
| 6    | Fútbol Consultants        | 17   | 16 | 4  | 5 | 7  | 21 | 20 | +1   |                  |
| 7    | A. D. Cariari             | 11   | 15 | 3  | 2 | 10 | 16 | 27 | −11  |                  |
| 8    | Aserrí F. C.              | 9    | 15 | 2  | 3 | 10 | 12 | 35 | −23  |                  |
| 9    | Municipal Turrialba       | 5    | 16 | 1  | 2 | 13 | 9  | 54 | −45  | Último lugar     |

Actualizado a los partidos jugados el 21 de marzo de 2024.
 Fuente: Liga de Ascenso
Notas:
1. ↑  Campeón del Torneo Apertura 2023

### Evolución de la clasificación
| Jornada                   | 1 | 2 | 3 | 4 | 5 | 6 | 7 | 8 | 9 | 10 | 11 | 12 | 13 | 14 | 15 | 16 | 17 | 18 |
| Equipo                    |   |   |   |   |   |   |   |   |   |    |    |    |    |    |    |    |    |    |
| ------------------------- | - | - | - | - | - | - | - | - | - | -- | -- | -- | -- | -- | -- | -- | -- | -- |
| Grupo A                   |   |   |   |   |   |   |   |   |   |    |    |    |    |    |    |    |    |    |
| Quepos Cambute            | 4 | 2 | 3 | 3 | 5 | 3 | 2 | 3 | 3 | 4  | 5  | 5  | 4  | 4  | 4  | 1  | 3  | 1  |
| A. D. Sarchí              | 6 | 6 | 5 | 4 | 2 | 4 | 5 | 5 | 5 | 5  | 4  | 4  | 3  | 3  | 3  | 4  | 2  | 2  |
| San Carlos F. C.          | 2 | 3 | 2 | 2 | 3 | 2 | 3 | 4 | 4 | 3  | 3  | 3  | 2  | 2  | 2  | 3  | 4  | 3  |
| Jicaral                   | 1 | 1 | 1 | 1 | 1 | 1 | 1 | 1 | 1 | 1  | 1  | 1  | 1  | 1  | 1  | 2  | 1  | 4  |
| A. D. COFUTPA             | 7 | 5 | 4 | 5 | 4 | 5 | 4 | 2 | 2 | 2  | 2  | 2  | 5  | 5  | 5  | 5  | 5  | 5  |
| PFA Antioquia             | 5 | 8 | 8 | 8 | 7 | 7 | 8 | 7 | 6 | 6  | 6  | 6  | 6  | 6  | 6  | 6  | 6  | 6  |
| A. D. Carmelita           | 8 | 7 | 7 | 7 | 8 | 8 | 6 | 6 | 7 | 7  | 7  | 7  | 7  | 7  | 7  | 7  | 7  | 7  |
| Jacó F.C.                 | 3 | 4 | 6 | 6 | 6 | 6 | 7 | 8 | 8 | 8  | 8  | 8  | 8  | 8  | 8  | 8  | 8  | 8  |
| Grupo B                   |   |   |   |   |   |   |   |   |   |    |    |    |    |    |    |    |    |    |
| Limón Black Star          | 3 | 6 | 7 | 3 | 2 | 3 | 5 | 4 | 5 | 4  | 2  | 2  | 2  | 2  | 1  | 1  | 1  | 1  |
| Escorpiones de Belén      | 1 | 3 | 2 | 2 | 3 | 2 | 4 | 3 | 3 | 2  | 3  | 3  | 3  | 4  | 3  | 3  | 3  | 2  |
| C. S. Uruguay de Coronado | 2 | 1 | 1 | 1 | 1 | 1 | 1 | 1 | 1 | 1  | 1  | 1  | 1  | 1  | 2  | 2  | 2  | 3  |
| Municipal Santa Ana       | 7 | 5 | 3 | 4 | 4 | 4 | 2 | 2 | 2 | 3  | 5  | 4  | 5  | 5  | 4  | 4  | 4  | 4  |
| Guadalupe F.C             | 9 | 9 | 9 | 8 | 5 | 5 | 3 | 5 | 4 | 5  | 4  | 5  | 4  | 3  | 5  | 5  | 5  | 5  |
| Fútbol Consultants        | 5 | 7 | 4 | 5 | 6 | 6 | 6 | 6 | 6 | 6  | 6  | 6  | 6  | 6  | 6  | 6  | 6  | 6  |
| A. D. Cariari             | 8 | 4 | 6 | 7 | 8 | 8 | 8 | 8 | 8 | 8  | 7  | 7  | 7  | 7  | 7  | 7  | 7  | 7  |
| Aserrí F. C.              | 4 | 2 | 5 | 6 | 7 | 7 | 7 | 7 | 7 | 7  | 8  | 8  | 8  | 8  | 8  | 8  | 8  | 8  |
| Municipal Turrialba       | 6 | 8 | 8 | 9 | 9 | 9 | 9 | 9 | 9 | 9  | 9  | 9  | 9  | 9  | 9  | 9  | 9  | 9  |

## Resultados
- Los horarios corresponden al tiempo de Costa Rica (UTC-6).

| Jornada 1 | Jornada 1 | Jornada 1          | Jornada 1              | Jornada 1   | Jornada 1 | Jornada 1   | Jornada 1 |
| Local | Resultado | Visitante          | Estadio                | Fecha       | Hora      | Transmisión |           |
| Grupo A | Grupo A   | Grupo A            | Grupo A                | Grupo A     | Grupo A   | Grupo A     | Grupo A   |
| --- | --------- | ------------------ | ---------------------- | ----------- | --------- | ----------- | --------- |
| A. D. Carmelita | 0 - 7     | Jicaral            | Rafael Bolaños         | 12 de enero | 14:00     |             |           |
| A. D. COFUTPA | 0 - 6     | San Carlos F. C.   | "Palmareño" Solís      | 12 de enero | 19:00     |             |           |
| Jacó F.C. | 3 - 0 (*) | Golfito F.C.       | "Lito" Pérez           | 13 de enero | 15:00     |             |           |
| Quepos Cambute | 2 - 1     | A. D. Sarchí       | Finca Damas            | 14 de enero | 14:00     |             |           |
| Equipo libre: PFA Antioquia (*) Se le otorgan los puntos y gana el partido 3-0 por suspensión de la licencia de Golfito F.C. |           |                    |                        |             |           |             |           |
| Grupo B |           |                    |                        |             |           |             |           |
| C. S. Uruguay de Coronado | 2 - 1     | A. D. Cariari      | El Labrador            | 13 de enero | 15:00     |             |           |
| Escorpiones de Belén | 5 - 1     | Guadalupe F.C      | Polideportivo de Belén | 13 de enero | 18:00     |             |           |
| Aserrí F. C. | 2 - 2     | Fútbol Consultants | Municipal de Aserrí    | 14 de enero | 11:00     |             |           |
| Municipal Santa Ana | 1 - 2     | Limón Black Star   | Estadio de Piedades    | 15 de enero | 19:00     |             |           |
| Equipo libre: Municipal Turrialba                                                                                            |           |                    |                        |             |           |             |           |
| Total de goles:32 |           |                    |                        |             |           |             |           |

| Jornada 2 | Jornada 2 | Jornada 2                 | Jornada 2               | Jornada 2    | Jornada 2 | Jornada 2   | Jornada 2 |
| Local | Resultado | Visitante                 | Estadio                 | Fecha        | Hora      | Transmisión |           |
| Grupo A | Grupo A   | Grupo A                   | Grupo A                 | Grupo A      | Grupo A   | Grupo A     | Grupo A   |
| --- | --------- | ------------------------- | ----------------------- | ------------ | --------- | ----------- | --------- |
| A. D. Sarchí | 0 - 0     | A. D. Carmelita           | Eliécer Pérez           | 20 de enero  | 14:00     |             |           |
| Jicaral | 2 - 0     | PFA Antioquia             | Asoc. Cívica Jicaraleña | 21 de enero  | 12:00     |             |           |
| Quepos Cambute | 3 - 2     | San Carlos F. C.          | Finca Damas             | 21 de enero  | 14:00     |             |           |
| Golfito F.C. | 0 - 3(*)  | A. D. COFUTPA             | Estadio                 | No se jugará | NSJ       |             |           |
| Equipo libre: Jacó F.C. (*) Se le otorgan los puntos y gana el partido 3-0 por suspensión de la licencia de Golfito F.C. |           |                           |                         |              |           |             |           |
| Grupo B |           |                           |                         |              |           |             |           |
| Fútbol Consultants | 0 - 2     | C. S. Uruguay de Coronado | "Coyella" Fonseca       | 19 de enero  | 20:00     |             |           |
| A. D. Cariari | 2 - 0     | Municipal Turrialba       | Comunal de Cariari      | 21 de enero  | 14:00     |             |           |
| Limón Black Star | 0 - 1     | Aserrí F. C.              | Juan Gobán              | 21 de enero  | 14:00     |             |           |
| Guadalupe F.C | 0 - 2     | Municipal Santa Ana       | "Coyella" Fonseca       | 22 de enero  | 19:00     |             |           |
| Equipo libre: Escorpiones de Belén                                                                                       |           |                           |                         |              |           |             |           |
| Total de goles:13 |           |                           |                         |              |           |             |           |

| Jornada 3                   | Jornada 3 | Jornada 3          | Jornada 3              | Jornada 3   | Jornada 3 | Jornada 3   | Jornada 3 |
| Local                       | Resultado | Visitante          | Estadio                | Fecha       | Hora      | Transmisión |           |
| Grupo A                     | Grupo A   | Grupo A            | Grupo A                | Grupo A     | Grupo A   | Grupo A     | Grupo A   |
| --------------------------- | --------- | ------------------ | ---------------------- | ----------- | --------- | ----------- | --------- |
| Jacó F.C.                   | 0 - 1     | Jicaral            | "Lito" Pérez           | 24 de enero | 14:00     |             |           |
| PFA Antioquia               | 1 - 2     | A. D. Sarchí       | "Coyella" Fonseca      | 24 de enero | 15:00     |             |           |
| A. D. COFUTPA               | 3 - 1     | Quepos Cambute     | "Palmareño" Solís      | 24 de enero | 20:00     |             |           |
| A. D. Carmelita             | 2 - 3     | San Carlos F. C.   | Rafael Bolaños         | 25 de enero | 14:00     |             |           |
| Equipo libre: Golfito F.C.  |           |                    |                        |             |           |             |           |
| Grupo B                     |           |                    |                        |             |           |             |           |
| Escorpiones de Belén        | 3 - 1     | A. D. Cariari      | Polideportivo de Belén | 24 de enero | 14:00     |             |           |
| C. S. Uruguay de Coronado   | 1 - 0     | Limón Black Star   | El Labrador            | 24 de enero | 14:30     |             |           |
| Municipal Turrialba         | 1 - 4     | Fútbol Consultants | Rafael A. Camacho      | 25 de enero | 19:00     |             |           |
| Municipal Santa Ana         | 2 - 1     | Aserrí F. C.       | Estadio de Piedades    | 25 de enero | 19:00     |             |           |
| Equipo libre: Guadalupe F.C |           |                    |                        |             |           |             |           |
| Total de goles: 26          |           |                    |                        |             |           |             |           |

| Jornada 4 | Jornada 4 | Jornada 4                 | Jornada 4           | Jornada 4    | Jornada 4 | Jornada 4   | Jornada 4 |
| Local | Resultado | Visitante                 | Estadio             | Fecha        | Hora      | Transmisión |           |
| Grupo A | Grupo A   | Grupo A                   | Grupo A             | Grupo A      | Grupo A   | Grupo A     | Grupo A   |
| --- | --------- | ------------------------- | ------------------- | ------------ | --------- | ----------- | --------- |
| A. D. Sarchí | 3 - 1     | Jacó F.C.                 | Eliécer Pérez       | 28 de enero  | 11:00     |             |           |
| Quepos Cambute | 1 - 0     | A. D. Carmelita           | Finca Damas         | 28 de enero  | 14:00     |             |           |
| San Carlos F. C. | 1 - 0     | PFA Antioquia             | "Lito" Pérez        | 29 de enero  | 19:00     |             |           |
| Jicaral | 3 - 0(*)  | Golfito F.C.              | No Programado       | No se jugará | NSJ       |             |           |
| Equipo libre:A. D. COFUTPA (*) Se le otorgan los puntos y gana el partido 3-0 por suspensión de la licencia de Golfito F.C. |           |                           |                     |              |           |             |           |
| Grupo B |           |                           |                     |              |           |             |           |
| A. D. Cariari | 1 - 2     | Guadalupe F.C             | Comunal de Cariari  | 27 de enero  | 14:00     |             |           |
| Fútbol Consultants | 0 - 0     | Escorpiones de Belén      | "Coyella" Fonseca   | 27 de enero  | 20:00     |             |           |
| Limón Black Star | 4 - 0     | Municipal Turrialba       | Juan Gobán          | 28 de enero  | 14:00     |             |           |
| Aserrí F. C. | 1 - 2     | C. S. Uruguay de Coronado | Municipal de Aserrí | 28 de enero  | 17:00     |             |           |
| Equipo libre: Municipal Santa Ana                                                                                           |           |                           |                     |              |           |             |           |
| Total de goles: 16 |           |                           |                     |              |           |             |           |

| Jornada 5 | Jornada 5 | Jornada 5                 | Jornada 5              | Jornada 5    | Jornada 5 | Jornada 5   | Jornada 5 |
| Local | Resultado | Visitante                 | Estadio                | Fecha        | Hora      | Transmisión |           |
| Grupo A | Grupo A   | Grupo A                   | Grupo A                | Grupo A      | Grupo A   | Grupo A     | Grupo A   |
| --- | --------- | ------------------------- | ---------------------- | ------------ | --------- | ----------- | --------- |
| A. D. COFUTPA | 3 - 2     | A. D. Carmelita           | "Palmareño" Solís      | 1 de febrero | 20:00     |             |           |
| Jacó F.C. | 1 - 1     | San Carlos F. C.          | "Lito" Pérez           | 2 de febrero | 14:00     |             |           |
| PFA Antioquia | 1 - 0     | Quepos Cambute            | "Coyella" Fonseca      | 2 de febrero | 14:00     |             |           |
| Golfito F.C. | 0 - 3(*)  | A. D. Sarchí              | N/A                    | No se jugará | NSJ       |             |           |
| Equipo libre:Jicaral (*) Se le otorgan los puntos y gana el partido 3-0 por suspensión de la licencia de Golfito F.C. |           |                           |                        |              |           |             |           |
| Grupo B |           |                           |                        |              |           |             |           |
| Municipal Turrialba                                                                                                   | 2 - 2     | Aserrí F. C.              | Rafael A. Camacho      | 1 de febrero | 16:00     |             |           |
| Municipal Santa Ana                                                                                                   | 0 - 1     | C. S. Uruguay de Coronado | Piedades               | 1 de febrero | 19:00     |             |           |
| Escorpiones de Belén                                                                                                  | 1 - 2     | Limón Black Star          | Polideportivo de Belén | 2 de febrero | 14:00     |             |           |
| Guadalupe F.C | 2 - 1     | Fútbol Consultants        | "Coyella" Fonseca      | 2 de febrero | 18:00     |             |           |
| Equipo libre: A. D. Cariari                                                                                           |           |                           |                        |              |           |             |           |
| Total de goles: 19 |           |                           |                        |              |           |             |           |

| Jornada 6 | Jornada 6 | Jornada 6            | Jornada 6               | Jornada 6    | Jornada 6     | Jornada 6   | Jornada 6 |
| Local | Resultado | Visitante            | Estadio                 | Fecha        | Hora          | Transmisión |           |
| Grupo A | Grupo A   | Grupo A              | Grupo A                 | Grupo A      | Grupo A       | Grupo A     | Grupo A   |
| --- | --------- | -------------------- | ----------------------- | ------------ | ------------- | ----------- | --------- |
| Jicaral | 0 - 0     | A. D. COFUTPA        | Asoc. Cívica Jicaraleña | 7 de febrero | 11:00         |             |           |
| A. D. Carmelita | 1 - 1     | PFA Antioquia        | Rafael Bolaños          | 7 de febrero | 15:00         |             |           |
| Quepos Cambute | 2 - 1     | Jacó F.C.            | Finca Damas             | 7 de febrero | 15:00         |             |           |
| San Carlos F. C. | 3 - 0(*)  | Golfito F.C.         | NSJ                     | No se jugará | No Programado |             |           |
| Equipo libre: A. D. Sarchí (*) Se le otorgan los puntos y gana el partido 3-0 por suspensión de la licencia de Golfito F.C. |           |                      |                         |              |               |             |           |
| Grupo B |           |                      |                         |              |               |             |           |
| C. S. Uruguay de Coronado                                                                                                   | 3 - 0     | Municipal Turrialba  | El Labrador             | 7 de febrero | 14:00         |             |           |
| Limón Black Star | 1 - 2     | Guadalupe F.C        | Juan Gobán              | 7 de febrero | 14:00         |             |           |
| A. D. Cariari | 1 - 2     | Municipal Santa Ana  | Comunal de Cariari      | 7 de febrero | 15:00         |             |           |
| Aserrí F. C. | 2 - 3     | Escorpiones de Belén | Municipal de Aserrí     | 7 de febrero | 19:00         |             |           |
| Equipo libre: Fútbol Consultants                                                                                            |           |                      |                         |              |               |             |           |
| Total de goles:19 |           |                      |                         |              |               |             |           |

| Jornada 7 | Jornada 7 | Jornada 7                 | Jornada 7               | Jornada 7     | Jornada 7     | Jornada 7   | Jornada 7 |
| Local | Resultado | Visitante                 | Estadio                 | Fecha         | Hora          | Transmisión |           |
| Grupo A | Grupo A   | Grupo A                   | Grupo A                 | Grupo A       | Grupo A       | Grupo A     | Grupo A   |
| --- | --------- | ------------------------- | ----------------------- | ------------- | ------------- | ----------- | --------- |
| A. D. COFUTPA | 1 - 0     | PFA Antioquia             | "Palmareño" Solís       | 10 de febrero | 18:00         |             |           |
| Jicaral | 4 - 2     | A. D. Sarchí              | Asoc. Cívica Jicaraleña | 11 de febrero | 11:00         |             |           |
| A. D. Carmelita | 4 - 1     | Jacó F.C.                 | Rafael Bolaños          | 12 de febrero | 15:00         |             |           |
| Golfito F.C. | 0 - 3(*)  | Quepos Cambute            | NSJ                     | No se jugará  | No Programado |             |           |
| Equipo libre: San Carlos F. C. (*) Se le otorgan los puntos y gana el partido 3-0 por suspensión de la licencia de Golfito F.C. |           |                           |                         |               |               |             |           |
| Grupo B |           |                           |                         |               |               |             |           |
| Escorpiones de Belén | 3 - 4     | C. S. Uruguay de Coronado | Polideportivo de Belén  | 10 de febrero | 15:00         |             |           |
| Guadalupe F.C | 4 - 0     | Aserrí F. C.              | "Coyella" Fonseca       | 11 de febrero | 11:00         |             |           |
| A. D. Cariari | 2 - 2     | Fútbol Consultants        | Comunal de Cariari      | 11 de febrero | 14:00         |             |           |
| Municipal Santa Ana | 8 - 0     | Municipal Turrialba       | Piedades                | 12 de febrero | 19:00         |             |           |
| Equipo libre: Limón Black Star                                                                                                  |           |                           |                         |               |               |             |           |
| Total de goles: 35 |           |                           |                         |               |               |             |           |

| Jornada 8 | Jornada 8 | Jornada 8            | Jornada 8         | Jornada 8     | Jornada 8     | Jornada 8   | Jornada 8 |
| Local | Resultado | Visitante            | Estadio           | Fecha         | Hora          | Transmisión |           |
| Grupo A | Grupo A   | Grupo A              | Grupo A           | Grupo A       | Grupo A       | Grupo A     | Grupo A   |
| --- | --------- | -------------------- | ----------------- | ------------- | ------------- | ----------- | --------- |
| PFA Antioquia | 1 - 0     | Jacó F.C.            | "Coyella" Fonseca | 16 de febrero | 15:00         |             |           |
| San Carlos F. C. | 1 - 1     | Jicaral              | Carlos Ugalde     | 17 de febrero | 19:30         |             |           |
| A. D. COFUTPA | 2 - 0     | A. D. Sarchí         | "Palmareño" Solís | 17 de febrero | 20:00         |             |           |
| A. D. Carmelita | 3 - 0(*)  | Golfito F.C.         | N/A               | No se jugará  | No Programado |             |           |
| Equipo libre: Quepos Cambute (*) Se le otorgan los puntos y gana el partido 3-0 por suspensión de la licencia de Golfito F.C. |           |                      |                   |               |               |             |           |
| Grupo B |           |                      |                   |               |               |             |           |
| C. S. Uruguay de Coronado | 2 - 1     | Guadalupe F.C        | El Labrador       | 17 de febrero | 15:00         |             |           |
| Municipal Santa Ana | 2 - 0     | Fútbol Consultants   | Piedades          | 17 de febrero | 19:00         |             |           |
| Limón Black Star | 3 - 0     | A. D. Cariari        | Juan Gobán        | 18 de febrero | 14:00         |             |           |
| Municipal Turrialba | 1 - 3     | Escorpiones de Belén | Rafael A. Camacho | 19 de febrero | 19:00         |             |           |
| Equipo libre: Aserrí F. C. |           |                      |                   |               |               |             |           |
| Total de goles: 17 |           |                      |                   |               |               |             |           |

| Jornada 9 | Jornada 9 | Jornada 9           | Jornada 9               | Jornada 9     | Jornada 9     | Jornada 9   | Jornada 9 |
| Local | Resultado | Visitante           | Estadio                 | Fecha         | Hora          | Transmisión |           |
| Grupo A | Grupo A   | Grupo A             | Grupo A                 | Grupo A       | Grupo A       | Grupo A     | Grupo A   |
| --- | --------- | ------------------- | ----------------------- | ------------- | ------------- | ----------- | --------- |
| Jicaral | 3 - 2     | Quepos Cambute      | Asoc. Cívica Jicaraleña | 21 de febrero | 14:00         |             |           |
| A. D. Sarchí | 3 - 1     | San Carlos F. C.    | Eliécer Pérez           | 21 de febrero | 15:00         |             |           |
| Jacó F.C. | 0 - 1     | A. D. COFUTPA       | "Lito" Pérez            | 21 de febrero | 15:00         |             |           |
| Golfito F.C. | 0 - 3(*)  | PFA Antioquia       | N/A                     | No se jugará  | No Programado |             |           |
| Equipo libre: A. D. Carmelita (*) Se le otorgan los puntos y gana el partido 3-0 por suspensión de la licencia de Golfito F.C. |           |                     |                         |               |               |             |           |
| Grupo B |           |                     |                         |               |               |             |           |
| Escorpiones de Belén | 3 - 2     | Municipal Santa Ana | Polideportivo de Belén  | 21 de febrero | 15:00         |             |           |
| Fútbol Consultants | 0 - 1     | Limón Black Star    | "Coyella" Fonseca       | 22 de febrero | 11:00         |             |           |
| Guadalupe F.C | 7 - 0     | Municipal Turrialba | "Coyella" Fonseca       | 22 de febrero | 15:00         |             |           |
| A. D. Cariari | 1 - 0     | Aserrí F. C.        | Comunal de Cariari      | 13 de marzo   | 15:00         |             |           |
| Equipo libre: C. S. Uruguay de Coronado                                                                                        |           |                     |                         |               |               |             |           |
| Total de goles: 24 |           |                     |                         |               |               |             |           |

| Jornada 10 | Jornada 10 | Jornada 10                | Jornada 10              | Jornada 10    | Jornada 10    | Jornada 10  | Jornada 10 |
| Local | Resultado  | Visitante                 | Estadio                 | Fecha         | Hora          | Transmisión |            |
| Grupo A | Grupo A    | Grupo A                   | Grupo A                 | Grupo A       | Grupo A       | Grupo A     | Grupo A    |
| --- | ---------- | ------------------------- | ----------------------- | ------------- | ------------- | ----------- | ---------- |
| Jicaral | 2 - 0      | A. D. Carmelita           | Asoc. Cívica Jicaraleña | 25 de febrero | 11:00         |             |            |
| A. D. Sarchí | 2 - 2      | Quepos Cambute            | Eliécer Pérez           | 25 de febrero | 11:15         |             |            |
| San Carlos F. C. | 2 - 1      | A. D. COFUTPA             | Carlos Ugalde           | 26 de febrero | 19:00         |             |            |
| Golfito F.C. | 0 - 3(*)   | Jacó F.C.                 | N/A                     | No se jugará  | No Programado |             |            |
| Equipo libre: PFA Antioquia (*) Se le otorgan los puntos y gana el partido 3-0 por suspensión de la licencia de Golfito F.C. |            |                           |                         |               |               |             |            |
| Grupo B |            |                           |                         |               |               |             |            |
| Guadalupe F.C | 1 - 3      | Escorpiones de Belén      | "Coyella" Fonseca       | 25 de febrero | 11:00         |             |            |
| A. D. Cariari | 0 - 0      | C. S. Uruguay de Coronado | Comunal de Cariari      | 25 de febrero | 14:00         |             |            |
| Limón Black Star | 0 - 0      | Municipal Santa Ana       | Juan Gobán              | 25 de febrero | 15:00         |             |            |
| Fútbol Consultants | 2 - 0      | Aserrí F. C.              | "Coyella" Fonseca       | 25 de febrero | 19:00         |             |            |
| Equipo libre: Municipal Turrialba                                                                                            |            |                           |                         |               |               |             |            |
| Total de goles:15 |            |                           |                         |               |               |             |            |

| Jornada 11 | Jornada 11 | Jornada 11         | Jornada 11          | Jornada 11    | Jornada 11   | Jornada 11  | Jornada 11 |
| Local | Resultado  | Visitante          | Estadio             | Fecha         | Hora         | Transmisión |            |
| Grupo A | Grupo A    | Grupo A            | Grupo A             | Grupo A       | Grupo A      | Grupo A     | Grupo A    |
| --- | ---------- | ------------------ | ------------------- | ------------- | ------------ | ----------- | ---------- |
| A. D. Carmelita | 0 - 2      | A. D. Sarchí       | Rafael Bolaños      | 1 de marzo    | 15:00        |             |            |
| PFA Antioquia | 1 - 1      | Jicaral            | "Coyella" Fonseca   | 2 de marzo    | 15:00        |             |            |
| San Carlos F. C. | 1 - 1      | Quepos Cambute     | Carlos Ugalde       | 2 de marzo    | 19:30        |             |            |
| A. D. COFUTPA | 3 - 0(*)   | Golfito F.C.       | N/A                 | No Programado | No se jugará |             |            |
| Equipo libre: Jacó F.C. (*) Se le otorgan los puntos y gana el partido 3-0 por suspensión de la licencia de Golfito F.C. |            |                    |                     |               |              |             |            |
| Grupo B |            |                    |                     |               |              |             |            |
| C. S. Uruguay de Coronado                                                                                                | 0 - 0      | Fútbol Consultants | El Labrador         | 2 de marzo    | 15:00        |             |            |
| Municipal Turrialba | 0 - 3      | A. D. Cariari      | Rafael A. Camacho   | 3 de marzo    | 13:00        |             |            |
| Aserrí F. C. | 0 - 4      | Limón Black Star   | Municipal de Aserrí | 3 de marzo    | 14:00        |             |            |
| Municipal Santa Ana | 0 - 1      | Guadalupe F.C      | Piedades            | 4 de marzo    | 19:00        |             |            |
| Equipo libre: Escorpiones de Belén                                                                                       |            |                    |                     |               |              |             |            |
| Total de goles: 14 |            |                    |                     |               |              |             |            |

| Jornada 12 | Jornada 12 | Jornada 12                | Jornada 12              | Jornada 12 | Jornada 12 | Jornada 12  | Jornada 12 |
| Local | Resultado  | Visitante                 | Estadio                 | Fecha      | Hora       | Transmisión |            |
| Grupo A | Grupo A    | Grupo A                   | Grupo A                 | Grupo A    | Grupo A    | Grupo A     | Grupo A    |
| --- | ---------- | ------------------------- | ----------------------- | ---------- | ---------- | ----------- | ---------- |
| Jicaral | 1 - 0      | Jacó F.C.                 | Asoc. Cívica Jicaraleña | 6 de marzo | 11:00      |             |            |
| A. D. Sarchí | 4 - 1      | PFA Antioquia             | Eliécer Pérez           | 6 de marzo | 15:00      |             |            |
| Quepos Cambute | 1 - 0      | A. D. COFUTPA             | Finca Damas             | 6 de marzo | 15:00      |             |            |
| San Carlos F. C. | 2 - 1      | A. D. Carmelita           | Carlos Ugalde           | 6 de marzo | 20:00      |             |            |
| Equipo libre: Golfito F.C. |            |                           |                         |            |            |             |            |
| Grupo B |            |                           |                         |            |            |             |            |
| Fútbol Consultants | 3 - 0(*)   | Municipal Turrialba       | "Coyella" Fonseca       | Suspendido | Sin Hora   |             |            |
| Limón Black Star | 1 - 0      | C. S. Uruguay de Coronado | Juan Gobán              | 6 de marzo | 14:00      |             |            |
| A. D. Cariari | 2 - 3      | Escorpiones de Belén      | Comunal de Cariari      | 6 de marzo | 15:00      |             |            |
| Aserrí F. C. | 0 - 5      | Municipal Santa Ana       | Municipal de Aserrí     | 7 de marzo | 19:00      |             |            |
| Equipo libre: Guadalupe F.C (*) Se le otorgan los puntos y gana el partido 3-0 por incumplimiento por parte del equipo de Turrialba del art.33 de Normas de Competición, Puntualidad y Uso del Uniforme. |            |                           |                         |            |            |             |            |
| Total de goles: 21 |            |                           |                         |            |            |             |            |

| Jornada 13 | Jornada 13 | Jornada 13         | Jornada 13             | Jornada 13    | Jornada 13   | Jornada 13  | Jornada 13 |
| Local | Resultado  | Visitante          | Estadio                | Fecha         | Hora         | Transmisión |            |
| Grupo A | Grupo A    | Grupo A            | Grupo A                | Grupo A       | Grupo A      | Grupo A     | Grupo A    |
| --- | ---------- | ------------------ | ---------------------- | ------------- | ------------ | ----------- | ---------- |
| PFA Antioquia | 0 - 5      | San Carlos F. C.   | "Coyella" Fonseca      | 10 de marzo   | 14:00        |             |            |
| A. D. Carmelita | 0 - 2      | Quepos Cambute     | Rafael Bolaños         | 11 de marzo   | 15:00        |             |            |
| Jacó F.C. | 2 - 4      | A. D. Sarchí       | "Lito" Pérez           | 11 de marzo   | 19:00        |             |            |
| Golfito F.C. | 0 - 3(*)   | Jicaral            | N/A                    | No Programado | No se jugará |             |            |
| Equipo libre: A. D. COFUTPA (*) Se le otorgan los puntos y gana el partido 3-0 por suspensión de la licencia de Golfito F.C. |            |                    |                        |               |              |             |            |
| Grupo B |            |                    |                        |               |              |             |            |
| Escorpiones de Belén | 2 - 2      | Fútbol Consultants | Polideportivo de Belén | 9 de marzo    | 16:00        |             |            |
| Guadalupe F.C | 3 - 0      | A. D. Cariari      | "Coyella" Fonseca      | 9 de marzo    | 19:00        |             |            |
| Municipal Turrialba | 1 - 2      | Limón Black Star   | Rafael A. Camacho      | 9 de marzo    | 19:00        |             |            |
| C. S. Uruguay de Coronado | 2 - 0      | Aserrí F. C.       | El Labrador            | 10 de marzo   | 15:00        |             |            |
| Equipo libre: Municipal Santa Ana                                                                                            |            |                    |                        |               |              |             |            |
| Total de goles: 25 |            |                    |                        |               |              |             |            |

| Jornada 14 | Jornada 14 | Jornada 14           | Jornada 14          | Jornada 14    | Jornada 14   | Jornada 14  | Jornada 14 |
| Local | Resultado  | Visitante            | Estadio             | Fecha         | Hora         | Transmisión |            |
| Grupo A | Grupo A    | Grupo A              | Grupo A             | Grupo A       | Grupo A      | Grupo A     | Grupo A    |
| --- | ---------- | -------------------- | ------------------- | ------------- | ------------ | ----------- | ---------- |
| Quepos Cambute | 2 - 1      | PFA Antioquia        | Finca Damas         | 16 de marzo   | 15:00        |             |            |
| A. D. Carmelita | 1 - 3      | A. D. COFUTPA        | Rafael Bolaños      | 18 de marzo   | 15:00        |             |            |
| San Carlos F. C. | 4 - 1      | Jacó F.C.            | Carlos Ugalde       | 18 de marzo   | 19:00        |             |            |
| A. D. Sarchí | 3 - 0(*)   | Golfito F.C.         | N/A                 | No Programado | No se jugará |             |            |
| Equipo libre:Jicaral (*) Se le otorgan los puntos y gana el partido 3-0 por suspensión de la licencia de Golfito F.C. |            |                      |                     |               |              |             |            |
| Grupo B |            |                      |                     |               |              |             |            |
| Fútbol Consultants | 1 - 2      | Guadalupe F.C        | "Coyella" Fonseca   | 15 de marzo   | 20:00        |             |            |
| C. S. Uruguay de Coronado                                                                                             | 2 - 4      | Municipal Santa Ana  | El Labrador         | 16 de marzo   | 15:00        |             |            |
| Aserrí F. C. | 2 - 0      | Municipal Turrialba  | Municipal de Aserrí | 16 de marzo   | 19:00        |             |            |
| Limón Black Star | 3 - 2      | Escorpiones de Belén | Juan Gobán          | 17 de marzo   | 15:00        |             |            |
| Equipo libre: A. D. Cariari                                                                                           |            |                      |                     |               |              |             |            |
| Total de goles:28 |            |                      |                     |               |              |             |            |

| Jornada 15 | Jornada 15 | Jornada 15                | Jornada 15             | Jornada 15    | Jornada 15   | Jornada 15  | Jornada 15 |
| Local | Resultado  | Visitante                 | Estadio                | Fecha         | Hora         | Transmisión |            |
| Grupo A | Grupo A    | Grupo A                   | Grupo A                | Grupo A       | Grupo A      | Grupo A     | Grupo A    |
| --- | ---------- | ------------------------- | ---------------------- | ------------- | ------------ | ----------- | ---------- |
| PFA Antioquia | 3 - 0      | A. D. Carmelita           | "Coyella" Fonseca      | 21 de marzo   | 15:00        |             |            |
| Jacó F.C. | 1 - 2      | Quepos Cambute            | "Lito" Pérez           | 21 de marzo   | 18:00        |             |            |
| A. D. COFUTPA | 1 - 1      | Jicaral                   | "Palmareño" Solís      | 21 de marzo   | 20:00        |             |            |
| Golfito F.C. | 0 - 3(*)   | San Carlos F. C.          | N/A                    | No Programado | No se jugará |             |            |
| Equipo libre:A. D. Sarchí (*) Se le otorgan los puntos y gana el partido 3-0 por suspensión de la licencia de Golfito F.C. |            |                           |                        |               |              |             |            |
| Grupo B |            |                           |                        |               |              |             |            |
| Guadalupe F.C | 0 - 1      | Limón Black Star          | "Coyella" Fonseca      | 20 de marzo   | 11:00        |             |            |
| Escorpiones de Belén | 5 - 0      | Aserrí F. C.              | Polideportivo de Belén | 20 de marzo   | 14:00        |             |            |
| Municipal Santa Ana | 2 - 0      | A. D. Cariari             | Rafael Bolaños         | 20 de marzo   | 15:00        |             |            |
| Municipal Turrialba | 2 - 0      | C. S. Uruguay de Coronado | Rafael A. Camacho      | 20 de marzo   | 19:00        |             |            |
| Equipo libre: Fútbol Consultants                                                                                           |            |                           |                        |               |              |             |            |
| Total de goles:18 |            |                           |                        |               |              |             |            |

| Jornada 16 | Jornada 16 | Jornada 16           | Jornada 16          | Jornada 16    | Jornada 16   | Jornada 16  | Jornada 16 |
| Local | Resultado  | Visitante            | Estadio             | Fecha         | Hora         | Transmisión |            |
| Grupo A | Grupo A    | Grupo A              | Grupo A             | Grupo A       | Grupo A      | Grupo A     | Grupo A    |
| --- | ---------- | -------------------- | ------------------- | ------------- | ------------ | ----------- | ---------- |
| A. D. Sarchí | 2 - 1      | Jicaral              | Eliécer Pérez       | 24 de marzo   | 11:00        |             |            |
| Jacó F.C. | 2 - 2      | A. D. Carmelita      | "Lito" Pérez        | 25 de marzo   | 15:00        |             |            |
| PFA Antioquia | 0 - 5      | A. D. COFUTPA        | "Coyella" Fonseca   | 25 de marzo   | 19:00        |             |            |
| Quepos Cambute | 3 - 0(*)   | Golfito F.C.         | N/A                 | No Programado | No se jugará |             |            |
| Equipo libre:San Carlos F. C. (*) Se le otorgan los puntos y gana el partido 3-0 por suspensión de la licencia de Golfito F.C. |            |                      |                     |               |              |             |            |
| Grupo B |            |                      |                     |               |              |             |            |
| Municipal Turrialba | 1 - 1      | Municipal Santa Ana  | Rafael A. Camacho   | 24 de marzo   | 13:00        |             |            |
| C. S. Uruguay de Coronado | 1 - 1      | Escorpiones de Belén | El Labrador         | 24 de marzo   | 15:00        |             |            |
| Fútbol Consultants | 3 - 1      | A. D. Cariari        | El Labrador         | 25 de marzo   | 14:00        |             |            |
| Aserrí F. C. | 1 - 1      | Guadalupe F.C        | Municipal de Aserrí | 25 de marzo   | 19:00        |             |            |
| Equipo libre:Limón Black Star                                                                                                  |            |                      |                     |               |              |             |            |
| Total de goles: 22 |            |                      |                     |               |              |             |            |

| Jornada 17 | Jornada 17 | Jornada 17                | Jornada 17              | Jornada 17    | Jornada 17   | Jornada 17  | Jornada 17 |
| Local | Resultado  | Visitante                 | Estadio                 | Fecha         | Hora         | Transmisión |            |
| Grupo A | Grupo A    | Grupo A                   | Grupo A                 | Grupo A       | Grupo A      | Grupo A     | Grupo A    |
| --- | ---------- | ------------------------- | ----------------------- | ------------- | ------------ | ----------- | ---------- |
| Jicaral | 1 - 1      | San Carlos F. C.          | Asoc. Cívica Jicaraleña | 31 de marzo   | 11:00        |             |            |
| A. D. Sarchí | 2 - 0      | A. D. COFUTPA             | Eliécer Pérez           | 31 de marzo   | 11:15        |             |            |
| Jacó F.C. | 3 - 1      | PFA Antioquia             | "Lito" Pérez            | 1 de abril    | 15:00        |             |            |
| Golfito F.C. | 0 - 3(*)   | A. D. Carmelita           | N/A                     | No Programado | No se jugará |             |            |
| Equipo libre:Quepos Cambute (*) Se le otorgan los puntos y gana el partido 3-0 por suspensión de la licencia de Golfito F.C. |            |                           |                         |               |              |             |            |
| Grupo B |            |                           |                         |               |              |             |            |
| Guadalupe F.C | 0 - 0      | C. S. Uruguay de Coronado | "Coyella" Fonseca       | 30 de marzo   | 19:00        |             |            |
| Fútbol Consultants | 1 - 2      | Municipal Santa Ana       | "Coyella" Fonseca       | 31 de marzo   | 11:00        |             |            |
| A. D. Cariari | 1 - 2      | Limón Black Star          | Comunal de Cariari      | 31 de marzo   | 14:00        |             |            |
| Escorpiones de Belén | 4 - 0      | Municipal Turrialba       | Polideportivo de Belén  | 1 de abril    | 19:00        |             |            |
| Equipo libre: Aserrí F. C.                                                                                                   |            |                           |                         |               |              |             |            |
| Total de goles: 18 |            |                           |                         |               |              |             |            |

| Jornada 18 | Jornada 18 | Jornada 18           | Jornada 18          | Jornada 18       | Jornada 18    | Jornada 18  | Jornada 18 |
| Local | Resultado  | Visitante            | Estadio             | Fecha            | Hora          | Transmisión |            |
| Grupo A | Grupo A    | Grupo A              | Grupo A             | Grupo A          | Grupo A       | Grupo A     | Grupo A    |
| --- | ---------- | -------------------- | ------------------- | ---------------- | ------------- | ----------- | ---------- |
| San Carlos F. C. | 0 - 0      | A. D. Sarchí         | Carlos Ugalde       | 7 de abril       | 14:00         |             |            |
| Quepos Cambute | 1 - 0      | Jicaral              | Finca Damas         | 7 de abril       | 14:00         |             |            |
| A. D. COFUTPA | 9 - 3      | Jacó F.C.            | "Palmareño" Solís   | 7 de abril       | 14:00         |             |            |
| Golfito F.C. | 0 - 3(*)   | PFA Antioquia        | N/A                 | No Programado    | No se jugará  |             |            |
| Equipo libre: A. D. Carmelita (*) Se le otorgan los puntos y gana el partido 3-0 por suspensión de la licencia de Golfito F.C. |            |                      |                     |                  |               |             |            |
| Grupo B |            |                      |                     |                  |               |             |            |
| Limón Black Star | 1 - 0      | Fútbol Consultants   | Juan Gobán          | 7 de abril       | 14:00         |             |            |
| Municipal Santa Ana | 0 - 1      | Escorpiones de Belén | Piedades            | 7 de abril       | 14:00         |             |            |
| Municipal Turrialba | 1 - 6      | Guadalupe F.C        | Rafael Camacho      | 7 de abril       | 14:00         |             |            |
| Aserrí F. C. | N/A        | A. D. Cariari        | Municipal de Aserrí | Desprogramado(*) | No se jugará. |             |            |
| Equipo libre:C. S. Uruguay de Coronado (*) Fue desprogramado ya que no define nada para ninguno de los dos.                    |            |                      |                     |                  |               |             |            |
| Total de goles: 22 |            |                      |                     |                  |               |             |            |

## Fase final

### Cuadro de desarrollo
|  | Cuartos de final                                         | Cuartos de final                                         | Cuartos de final                                         | Cuartos de final                                         | Cuartos de final                                         |   |    | Semifinales                                   | Semifinales                                   | Semifinales                                   | Semifinales                                   | Semifinales                                   |  |    | Final Clausura                       | Final Clausura                       | Final Clausura                       | Final Clausura                       | Final Clausura                       |  |
|  | 13, 14 y 15 de abril (ida) 19, 20 y 21 de abril (vuelta) | 13, 14 y 15 de abril (ida) 19, 20 y 21 de abril (vuelta) | 13, 14 y 15 de abril (ida) 19, 20 y 21 de abril (vuelta) | 13, 14 y 15 de abril (ida) 19, 20 y 21 de abril (vuelta) | 13, 14 y 15 de abril (ida) 19, 20 y 21 de abril (vuelta) |   |    | 28 y 29 de abril (ida) 5 y 6 de mayo (vuelta) | 28 y 29 de abril (ida) 5 y 6 de mayo (vuelta) | 28 y 29 de abril (ida) 5 y 6 de mayo (vuelta) | 28 y 29 de abril (ida) 5 y 6 de mayo (vuelta) | 28 y 29 de abril (ida) 5 y 6 de mayo (vuelta) |  |    | 13 de mayo (ida) 19 de mayo (vuelta) | 13 de mayo (ida) 19 de mayo (vuelta) | 13 de mayo (ida) 19 de mayo (vuelta) | 13 de mayo (ida) 19 de mayo (vuelta) | 13 de mayo (ida) 19 de mayo (vuelta) |  |
|  |                                                          |                                                          |                                                          |                                                          |                                                          |   |    |                                               |                                               |                                               |                                               |                                               |  |    |                                      |                                      |                                      |                                      |                                      |  |
|  |                                                          |                                                          |                                                          |                                                          |                                                          |   |    |                                               |                                               |                                               |                                               |                                               |  |    |                                      |                                      |                                      |                                      |                                      |  |
|  | 1°A                                                      | Quepos Cambute                                           | 1                                                        | 0                                                        | 1                                                        |   |    |                                               |                                               |                                               |                                               |                                               |  |    |                                      |                                      |                                      |                                      |                                      |  |
|  | 1°A                                                      | Quepos Cambute                                           | 1                                                        | 0                                                        | 1                                                        |   |    |                                               |                                               |                                               |                                               |                                               |  |    |                                      |                                      |                                      |                                      |                                      |  |
|  | 4°B                                                      | Santa Ana                                                | 2                                                        | 0                                                        | 2                                                        |   |    |                                               |                                               |                                               |                                               |                                               |  |    |                                      |                                      |                                      |                                      |                                      |  |
|  | 4°B                                                      | Santa Ana                                                | 2                                                        | 0                                                        | 2                                                        |   | C1 | Santa Ana                                     | 2                                             | 0                                             | 2                                             |                                               |  |    |                                      |                                      |                                      |                                      |                                      |  |
|  |                                                          |                                                          |                                                          |                                                          |                                                          |   | C1 | Santa Ana                                     | 2                                             | 0                                             | 2                                             |                                               |  |    |                                      |                                      |                                      |                                      |                                      |  |
|  |                                                          |                                                          | C3                                                       | Escorpiones de Belén                                     | 0                                                        | 1 | 1  |                                               |                                               |                                               |                                               |                                               |  |    |                                      |                                      |                                      |                                      |                                      |  |
|  | 2°B                                                      | Escorpiones de Belén                                     | C3                                                       | Escorpiones de Belén                                     | 0                                                        | 1 | 1  | 2                                             | 4                                             | 6                                             |                                               |                                               |  |    |                                      |                                      |                                      |                                      |                                      |  |
|  | 2°B                                                      | Escorpiones de Belén                                     |                                                          |                                                          |                                                          |   |    |                                               |                                               | 6                                             |                                               |                                               |  |    |                                      |                                      |                                      |                                      |                                      |  |
|  | 3°A                                                      | San Carlos F. C.                                         | 1                                                        | 4                                                        | 5                                                        |   |    |                                               |                                               |                                               |                                               |                                               |  |    |                                      |                                      |                                      |                                      |                                      |  |
|  | 3°A                                                      | San Carlos F. C.                                         | 1                                                        | 4                                                        | 5                                                        |   |    |                                               |                                               |                                               |                                               |                                               |  | F1 | Santa Ana                            | 3                                    | 1                                    | 4                                    |                                      |  |
|  |                                                          |                                                          |                                                          |                                                          |                                                          |   |    |                                               |                                               |                                               |                                               |                                               |  | F1 | Santa Ana                            | 3                                    | 1                                    | 4                                    |                                      |  |
|  |                                                          |                                                          | F2                                                       | Jicaral                                                  | 0                                                        | 2 | 2  |                                               |                                               |                                               |                                               |                                               |  |    |                                      |                                      |                                      |                                      |                                      |  |
|  | 2°A                                                      | A. D. Sarchí                                             | F2                                                       | Jicaral                                                  | 0                                                        | 2 | 2  | 1                                             | 1                                             | 2                                             |                                               |                                               |  |    |                                      |                                      |                                      |                                      |                                      |  |
|  | 2°A                                                      | A. D. Sarchí                                             |                                                          |                                                          |                                                          |   |    |                                               |                                               | 2                                             |                                               |                                               |  |    |                                      |                                      |                                      |                                      |                                      |  |
|  | 3°B                                                      | Uruguay de Coronado                                      | 1                                                        | 2                                                        | 3                                                        |   |    |                                               |                                               |                                               |                                               |                                               |  |    |                                      |                                      |                                      |                                      |                                      |  |
|  | 3°B                                                      | Uruguay de Coronado                                      | 1                                                        | 2                                                        | 3                                                        |   | C2 | Uruguay de Coronado                           | 0                                             | 1                                             | 1                                             |                                               |  |    |                                      |                                      |                                      |                                      |                                      |  |
|  |                                                          |                                                          |                                                          |                                                          |                                                          |   | C2 | Uruguay de Coronado                           | 0                                             | 1                                             | 1                                             |                                               |  |    |                                      |                                      |                                      |                                      |                                      |  |
|  |                                                          |                                                          | C4                                                       | Jicaral                                                  | 0                                                        | 2 | 2  |                                               |                                               |                                               |                                               |                                               |  |    |                                      |                                      |                                      |                                      |                                      |  |
|  | 1°B                                                      | Limón Black Star                                         | C4                                                       | Jicaral                                                  | 0                                                        | 2 | 2  | 0                                             | 3                                             | 3                                             |                                               |                                               |  |    |                                      |                                      |                                      |                                      |                                      |  |
|  | 1°B                                                      | Limón Black Star                                         |                                                          |                                                          |                                                          |   |    |                                               |                                               | 3                                             |                                               |                                               |  |    |                                      |                                      |                                      |                                      |                                      |  |
|  | 4°A                                                      | Jicaral                                                  | 3                                                        | 1                                                        | 4                                                        |   |    |                                               |                                               |                                               |                                               |                                               |  |    |                                      |                                      |                                      |                                      |                                      |  |
|  | 4°A                                                      | Jicaral                                                  | 3                                                        | 1                                                        | 4                                                        |   |    |                                               |                                               |                                               |                                               |                                               |  |    |                                      |                                      |                                      |                                      |                                      |  |
|  |                                                          |                                                          |                                                          |                                                          |                                                          |   |    |                                               |                                               |                                               |                                               |                                               |  |    |                                      |                                      |                                      |                                      |                                      |  |

### Cuartos de final

#### Quepos vs. Santa Ana
| 15 de abril de 2024; 19:00 | Municipal Santa Ana                       | 2:1(0:0) | Quepos Cambute      | Piedades, Santa Ana, San José |                        |
|                            | Geancarlo Castro 54' · Erick Zúñiga 74' · |          | Lenin Montano 69' · | Árbitro(s): Kevin Ruiz        | Árbitro(s): Kevin Ruiz |

| 21 de abril de 2024; 14:00 | Quepos Cambute | 0:0 (Global 1:2) | Municipal Santa Ana | Finca Damas, Quepos, Puntarenas |  |
|                            |                |                  |                     | Árbitro(s): Anthony Bravo       |  |

#### San Carlos F.C vs. Escorpiones
| 13 de abril de 2024; 19:00 | San Carlos F. C.         | 1:2(0:2) | Escorpiones de Belén                         | Carlos Ugalde, San Carlos, Alajuela |                             |
|                            | Juan Vicente Solís 90+7' |          | Erick Rojas 34' (pen.) · Greivin Fonseca 37' | Árbitro(s): Tomás Barrantes         | Árbitro(s): Tomás Barrantes |

| 19 de abril de 2024; 20:00 | Escorpiones de Belén                                                  | 4:4(3:4;3:2) (t. s.)(Global 6:5) | San Carlos F. C.                                                      | Polideportivo de Belén, Belén, Heredia |                                 |
|                            | Abner Hidalgo 9', 18' · Anderson Fernández 45' · Greivin Fonseca 118' |                                  | Juan Vicente Solís 10', 52' · Sergio Carmona 26' · Carlos Cordero 85' | Árbitro(s): José Daniel Montero        | Árbitro(s): José Daniel Montero |

#### Uruguay  vs. AD Sarchí
| 14 de abril de 2024; 15:00 | Uruguay de Coronado     | 1:1(0:0) | A. D. Sarchí          | El Labrador, San Isidro de Coronado, San José |                            |
|                            | Mauricio Villalobos 74' |          | Cristopher Solano 86' | Árbitro(s): Huberth Robles                    | Árbitro(s): Huberth Robles |

| 20 de abril de 2024; 14:00 | A. D. Sarchí      | 1:2(0:1) (Global 2:3) | Uruguay de Coronado                                   | Rafael Bolaños, Alajuela |                          |
|                            | Andrey Ugalde 79' |                       | Jefferson Borbón 37' · Mauricio Villalobos 72' (pen.) | Árbitro(s): Raúl Eduarte | Árbitro(s): Raúl Eduarte |

#### Limón Black Star vs. Jicaral
| 14 de abril de 2024; 11:15 | Jicaral                                                         | 3:0(2:0) | Limón Black Star | Asoc. Cívica Jicaraleña, Lepanto, Puntarenas |                            |
|                            | Justin Roque 27' · Johansen Baltodano 45+3' · Luis García 54' · |          |                  | Árbitro(s): Diego Cantillo                   | Árbitro(s): Diego Cantillo |

| 21 de abril de 2024; 14:00 | Limón Black Star                                                       | 3:1(3:0;2:0) (t. s.)(Global 3:4) | Jicaral            | Juan Gobán, Limón         |                           |
|                            | Alexander Espinoza 10' · Slahuko Jawnyi 20' · Ruan Santos 55' (pen.) · |                                  | Jason Prendas 108' | Árbitro(s): Jesús Montero | Árbitro(s): Jesús Montero |

### Semifinales

#### Semifinal 1
| 29 de abril de 2024; 19:00 | Municipal Santa Ana                                   | 2:0 (0:0) | Escorpiones de Belén | Estadio de Piedades, Santa Ana, San José |                          |
|                            | Luis Carlos Fallas 75' (pen.) · Javier Camareno 90+2' |           |                      | Árbitro(s): Josué Ugalde                 | Árbitro(s): Josué Ugalde |

| 6 de mayo de 2024; 19:00 | Escorpiones de Belén       | 1:0(0:0) (Global 1:2) | Municipal Santa Ana | Polideportivo de Belén, Belén, Heredia |                       |
|                          | José Rodolfo Montiel 47' · |                       |                     | Árbitro(s): Hugo Cruz                  | Árbitro(s): Hugo Cruz |

#### Semifinal 2
| 28 de abril de 2024; 14:00 | Uruguay de Coronado | 0:0 | Jicaral | El Labrador, Coronado, San José |  |
|                            |                     |     |         | Árbitro(s): David Gómez         |  |

| 5 de mayo de 2024; 11:15 | Jicaral                              | 2:1(0:0) (Global 2:1) | Uruguay de Coronado   | Estadio Asociación Cívica Jicaraleña, Lepanto, Puntarenas |                          |
|                          | Jairo Arrieta 51' · Justin Roque 57' |                       | Greivin Portuguez 65' | Árbitro(s): Raúl Eduarte                                  | Árbitro(s): Raúl Eduarte |

### Final

#### Final Clausura
| 13 de mayo de 2024; 19:00 | Municipal Santa Ana                                                         | 3:0 (0:0) | Jicaral | Piedades, Santa Ana, San José                          |                                                        |
|                           | Johan Condega 53' · Luis Carlos Fallas 66' (pen.) · Jonathan Martínez 90+4' |           |         | Asistencia: 2100 espectadores Árbitro(s): Roger Vindas | Asistencia: 2100 espectadores Árbitro(s): Roger Vindas |

| 19 de mayo de 2024; 11:00 | Jicaral                               | 2:1(1:1) (Global 2:4) | Municipal Santa Ana | Asoc. Cívica Jicaraleña, Lepanto, Puntarenas |                             |
|                           | Jason Prendas 4' · Justin Roque 61' · |                       | Adrián Chévez 29' · | Árbitro(s): Marianela Araya                  | Árbitro(s): Marianela Araya |

#### Final - ida
| 22    | POR   | Bryan Rodríguez    |     |
| 5     | DEF   | Luis Carlos Fallas |     |
| 6     | DEF   | José Salvatierra   |     |
| 3     | DEF   | Johnny Acosta      |     |
| 35    | DEF   | Edward Puga        | 80' |
| 7     | MED   | Esyin Cordero      | 59' |
| 19    | MED   | Geancarlo Castro   |     |
| 8     | MED   | Johan Condega      | 71' |
| 23    | MED   | Jarret Forbes      | 71' |
| 77    | DEL   | José González      |     |
| 16    | DEL   | Jonathan Hansen    | 80' |
| D. T. | D. T. | Cristian Oviedo    |     |

| 27    | POR   | Nelson Johnston    |     |
| 2     | DEF   | Johansen Baltodano | 80' |
| 31    | DEF   | José Sosa          |     |
| 4     | DEF   | Jason Prendas      |     |
| 21    | DEF   | Kevin Coll         |     |
| 77    | MED   | Steven Granados    | 59' |
| 5     | MED   | Víctor Chavarría   |     |
| 13    | MED   | Kevin Patiño       | 39' |
| 8     | MED   | Wagner Vargas      | 80' |
| 30    | DEL   | Justin Roque       |     |
| 19    | DEL   | Jairo Arrieta      |     |
| D. T. | D. T. | Mauricio Solís     |     |

| 98 | MED | Randy Taylor      | 59' |
| 29 | MED | Vinicio Chavarría | 71' |
| 10 | DEL | Jonathan Martínez | 71' |
| 17 | MED | Javier Camareno   | 80' |
| 99 | MED | Bryan Jiménez     | 80' |

| 49 | DEF | Andry Naranjo     | 39' |
| 20 | MED | Luís Angel García | 59' |
| 15 | DEF | Josué Quedo       | 80' |
| 25 | MED | Dayron Sánchez    | 80' |

| 53' · 66' (pen) · 90+4' | Johan Condega Luis Carlos Fallas Jonathan Martínez | 1:0 2:0 3:0 |

| 69' · 77' · | Geancarlo Castro Vinicio Chavarría |

| 35' · 55' · 73' · | Jairo Arrieta Victor Chavarría Andry Naranjo |

| Principal  | Roger Vindas    |
| Asistentes | Danny Sojo      |
|            | Felix Quesada   |
| Cuarto     | José D. Montero |

| 22    | POR   | Bryan Rodríguez    |     |
| 5     | DEF   | Luis Carlos Fallas |     |
| 6     | DEF   | José Salvatierra   |     |
| 3     | DEF   | Johnny Acosta      |     |
| 35    | DEF   | Edward Puga        | 80' |
| 7     | MED   | Esyin Cordero      | 59' |
| 19    | MED   | Geancarlo Castro   |     |
| 8     | MED   | Johan Condega      | 71' |
| 23    | MED   | Jarret Forbes      | 71' |
| 77    | DEL   | José González      |     |
| 16    | DEL   | Jonathan Hansen    | 80' |
| D. T. | D. T. | Cristian Oviedo    |     |

| 27    | POR   | Nelson Johnston    |     |
| 2     | DEF   | Johansen Baltodano | 80' |
| 31    | DEF   | José Sosa          |     |
| 4     | DEF   | Jason Prendas      |     |
| 21    | DEF   | Kevin Coll         |     |
| 77    | MED   | Steven Granados    | 59' |
| 5     | MED   | Víctor Chavarría   |     |
| 13    | MED   | Kevin Patiño       | 39' |
| 8     | MED   | Wagner Vargas      | 80' |
| 30    | DEL   | Justin Roque       |     |
| 19    | DEL   | Jairo Arrieta      |     |
| D. T. | D. T. | Mauricio Solís     |     |

| 98 | MED | Randy Taylor      | 59' |
| 29 | MED | Vinicio Chavarría | 71' |
| 10 | DEL | Jonathan Martínez | 71' |
| 17 | MED | Javier Camareno   | 80' |
| 99 | MED | Bryan Jiménez     | 80' |

| 49 | DEF | Andry Naranjo     | 39' |
| 20 | MED | Luís Angel García | 59' |
| 15 | DEF | Josué Quedo       | 80' |
| 25 | MED | Dayron Sánchez    | 80' |

| 53' · 66' (pen) · 90+4' | Johan Condega Luis Carlos Fallas Jonathan Martínez | 1:0 2:0 3:0 |

| 69' · 77' · | Geancarlo Castro Vinicio Chavarría |

| 35' · 55' · 73' · | Jairo Arrieta Victor Chavarría Andry Naranjo |

| Principal  | Roger Vindas    |
| Asistentes | Danny Sojo      |
|            | Felix Quesada   |
| Cuarto     | José D. Montero |

| 22    | POR   | Bryan Rodríguez    |     |
| 5     | DEF   | Luis Carlos Fallas |     |
| 6     | DEF   | José Salvatierra   |     |
| 3     | DEF   | Johnny Acosta      |     |
| 35    | DEF   | Edward Puga        | 80' |
| 7     | MED   | Esyin Cordero      | 59' |
| 19    | MED   | Geancarlo Castro   |     |
| 8     | MED   | Johan Condega      | 71' |
| 23    | MED   | Jarret Forbes      | 71' |
| 77    | DEL   | José González      |     |
| 16    | DEL   | Jonathan Hansen    | 80' |
| D. T. | D. T. | Cristian Oviedo    |     |

| 27    | POR   | Nelson Johnston    |     |
| 2     | DEF   | Johansen Baltodano | 80' |
| 31    | DEF   | José Sosa          |     |
| 4     | DEF   | Jason Prendas      |     |
| 21    | DEF   | Kevin Coll         |     |
| 77    | MED   | Steven Granados    | 59' |
| 5     | MED   | Víctor Chavarría   |     |
| 13    | MED   | Kevin Patiño       | 39' |
| 8     | MED   | Wagner Vargas      | 80' |
| 30    | DEL   | Justin Roque       |     |
| 19    | DEL   | Jairo Arrieta      |     |
| D. T. | D. T. | Mauricio Solís     |     |

| 98 | MED | Randy Taylor      | 59' |
| 29 | MED | Vinicio Chavarría | 71' |
| 10 | DEL | Jonathan Martínez | 71' |
| 17 | MED | Javier Camareno   | 80' |
| 99 | MED | Bryan Jiménez     | 80' |

| 49 | DEF | Andry Naranjo     | 39' |
| 20 | MED | Luís Angel García | 59' |
| 15 | DEF | Josué Quedo       | 80' |
| 25 | MED | Dayron Sánchez    | 80' |

| 53' · 66' (pen) · 90+4' | Johan Condega Luis Carlos Fallas Jonathan Martínez | 1:0 2:0 3:0 |

| 69' · 77' · | Geancarlo Castro Vinicio Chavarría |

| 35' · 55' · 73' · | Jairo Arrieta Victor Chavarría Andry Naranjo |

| Principal  | Roger Vindas    |
| Asistentes | Danny Sojo      |
|            | Felix Quesada   |
| Cuarto     | José D. Montero |

| 22    | POR   | Bryan Rodríguez    |     |
| 5     | DEF   | Luis Carlos Fallas |     |
| 6     | DEF   | José Salvatierra   |     |
| 3     | DEF   | Johnny Acosta      |     |
| 35    | DEF   | Edward Puga        | 80' |
| 7     | MED   | Esyin Cordero      | 59' |
| 19    | MED   | Geancarlo Castro   |     |
| 8     | MED   | Johan Condega      | 71' |
| 23    | MED   | Jarret Forbes      | 71' |
| 77    | DEL   | José González      |     |
| 16    | DEL   | Jonathan Hansen    | 80' |
| D. T. | D. T. | Cristian Oviedo    |     |

| 27    | POR   | Nelson Johnston    |     |
| 2     | DEF   | Johansen Baltodano | 80' |
| 31    | DEF   | José Sosa          |     |
| 4     | DEF   | Jason Prendas      |     |
| 21    | DEF   | Kevin Coll         |     |
| 77    | MED   | Steven Granados    | 59' |
| 5     | MED   | Víctor Chavarría   |     |
| 13    | MED   | Kevin Patiño       | 39' |
| 8     | MED   | Wagner Vargas      | 80' |
| 30    | DEL   | Justin Roque       |     |
| 19    | DEL   | Jairo Arrieta      |     |
| D. T. | D. T. | Mauricio Solís     |     |

| 98 | MED | Randy Taylor      | 59' |
| 29 | MED | Vinicio Chavarría | 71' |
| 10 | DEL | Jonathan Martínez | 71' |
| 17 | MED | Javier Camareno   | 80' |
| 99 | MED | Bryan Jiménez     | 80' |

| 49 | DEF | Andry Naranjo     | 39' |
| 20 | MED | Luís Angel García | 59' |
| 15 | DEF | Josué Quedo       | 80' |
| 25 | MED | Dayron Sánchez    | 80' |

| 53' · 66' (pen) · 90+4' | Johan Condega Luis Carlos Fallas Jonathan Martínez | 1:0 2:0 3:0 |

| 69' · 77' · | Geancarlo Castro Vinicio Chavarría |

| 35' · 55' · 73' · | Jairo Arrieta Victor Chavarría Andry Naranjo |

| Principal  | Roger Vindas    |
| Asistentes | Danny Sojo      |
|            | Felix Quesada   |
| Cuarto     | José D. Montero |

#### Final - vuelta
| 1     | POR   | Nelson Johnston    |     |
| 4     | DEF   | Jason Prendas      |     |
| 2     | DEF   | Johansen Baltodano | 45' |
| 34    | DEF   | Leonardo Castillo  | 59' |
| 21    | DEF   | Kevin Coll         |     |
| 12    | MED   | José Sosa          | 89' |
| 5     | MED   | Víctor Chavarría   |     |
| 25    | MED   | Dayron Sánchez     | 59' |
| 77    | MED   | Steven Granados    | 45' |
| 30    | DEL   | Justin Roque       |     |
| 19    | DEL   | Jairo Arrieta      |     |
| D. T. | D. T. | Mauricio Solís     |     |

| 22    | POR   | Bryan Rodríguez    |     |
| 5     | DEF   | Luis Carlos Fallas | 79' |
| 3     | DEF   | Johnny Acosta      |     |
| 12    | DEF   | Edward Puga        | 62' |
| 6     | DEF   | José Salvatierra   |     |
| 4     | MED   | Dariel Morejón     |     |
| 8     | MED   | Johan Condega      | 45' |
| 15    | MED   | Adrián Chevez      |     |
| 98    | MED   | Randy Taylor       | 45' |
| 19    | DEL   | Geancarlo Castro   |     |
| 16    | DEL   | Jonathan Hansen    | 79' |
| D. T. | D. T. | Cristian Oviedo    |     |

| 29 | DEL | Lauro Cazal    | 45' |
| 49 | MED | Andry Naranjo  | 45' |
| 8  | MED | Wagner Vargas  | 59' |
| 15 | MED | Josué Quedo    | 59' |
| 3  | DEF | Mauricio Salas | 89' |

| 7  | MED | Esyin Cordero     | 45' |
| 10 | DEL | Jonathan Martínez | 45' |
| 29 | MED | Vinicio Chavarría | 62' |
| 77 | MED | José González     | 79' |
| 99 | DEF | Bryan Jiménez     | 79' |

| 4' · 61' · | Jason Prendas Justin Roque | 1:0 2:1 |

| 29' · | Adrián Chevez | 1:1 |

| 29' · 79' | José Sosa Justin Roque |

| 43' · 90+4' · | Johan Condega Johnny Acosta |

| Principal  | Marianela Araya |
| Asistentes | José Montes     |
|            | Luis Núñez      |
| Cuarto     | Huberth Robles  |

| 1     | POR   | Nelson Johnston    |     |
| 4     | DEF   | Jason Prendas      |     |
| 2     | DEF   | Johansen Baltodano | 45' |
| 34    | DEF   | Leonardo Castillo  | 59' |
| 21    | DEF   | Kevin Coll         |     |
| 12    | MED   | José Sosa          | 89' |
| 5     | MED   | Víctor Chavarría   |     |
| 25    | MED   | Dayron Sánchez     | 59' |
| 77    | MED   | Steven Granados    | 45' |
| 30    | DEL   | Justin Roque       |     |
| 19    | DEL   | Jairo Arrieta      |     |
| D. T. | D. T. | Mauricio Solís     |     |

| 22    | POR   | Bryan Rodríguez    |     |
| 5     | DEF   | Luis Carlos Fallas | 79' |
| 3     | DEF   | Johnny Acosta      |     |
| 12    | DEF   | Edward Puga        | 62' |
| 6     | DEF   | José Salvatierra   |     |
| 4     | MED   | Dariel Morejón     |     |
| 8     | MED   | Johan Condega      | 45' |
| 15    | MED   | Adrián Chevez      |     |
| 98    | MED   | Randy Taylor       | 45' |
| 19    | DEL   | Geancarlo Castro   |     |
| 16    | DEL   | Jonathan Hansen    | 79' |
| D. T. | D. T. | Cristian Oviedo    |     |

| 29 | DEL | Lauro Cazal    | 45' |
| 49 | MED | Andry Naranjo  | 45' |
| 8  | MED | Wagner Vargas  | 59' |
| 15 | MED | Josué Quedo    | 59' |
| 3  | DEF | Mauricio Salas | 89' |

| 7  | MED | Esyin Cordero     | 45' |
| 10 | DEL | Jonathan Martínez | 45' |
| 29 | MED | Vinicio Chavarría | 62' |
| 77 | MED | José González     | 79' |
| 99 | DEF | Bryan Jiménez     | 79' |

| 4' · 61' · | Jason Prendas Justin Roque | 1:0 2:1 |

| 29' · | Adrián Chevez | 1:1 |

| 29' · 79' | José Sosa Justin Roque |

| 43' · 90+4' · | Johan Condega Johnny Acosta |

| Principal  | Marianela Araya |
| Asistentes | José Montes     |
|            | Luis Núñez      |
| Cuarto     | Huberth Robles  |

| 1     | POR   | Nelson Johnston    |     |
| 4     | DEF   | Jason Prendas      |     |
| 2     | DEF   | Johansen Baltodano | 45' |
| 34    | DEF   | Leonardo Castillo  | 59' |
| 21    | DEF   | Kevin Coll         |     |
| 12    | MED   | José Sosa          | 89' |
| 5     | MED   | Víctor Chavarría   |     |
| 25    | MED   | Dayron Sánchez     | 59' |
| 77    | MED   | Steven Granados    | 45' |
| 30    | DEL   | Justin Roque       |     |
| 19    | DEL   | Jairo Arrieta      |     |
| D. T. | D. T. | Mauricio Solís     |     |

| 22    | POR   | Bryan Rodríguez    |     |
| 5     | DEF   | Luis Carlos Fallas | 79' |
| 3     | DEF   | Johnny Acosta      |     |
| 12    | DEF   | Edward Puga        | 62' |
| 6     | DEF   | José Salvatierra   |     |
| 4     | MED   | Dariel Morejón     |     |
| 8     | MED   | Johan Condega      | 45' |
| 15    | MED   | Adrián Chevez      |     |
| 98    | MED   | Randy Taylor       | 45' |
| 19    | DEL   | Geancarlo Castro   |     |
| 16    | DEL   | Jonathan Hansen    | 79' |
| D. T. | D. T. | Cristian Oviedo    |     |

| 29 | DEL | Lauro Cazal    | 45' |
| 49 | MED | Andry Naranjo  | 45' |
| 8  | MED | Wagner Vargas  | 59' |
| 15 | MED | Josué Quedo    | 59' |
| 3  | DEF | Mauricio Salas | 89' |

| 7  | MED | Esyin Cordero     | 45' |
| 10 | DEL | Jonathan Martínez | 45' |
| 29 | MED | Vinicio Chavarría | 62' |
| 77 | MED | José González     | 79' |
| 99 | DEF | Bryan Jiménez     | 79' |

| 4' · 61' · | Jason Prendas Justin Roque | 1:0 2:1 |

| 29' · | Adrián Chevez | 1:1 |

| 29' · 79' | José Sosa Justin Roque |

| 43' · 90+4' · | Johan Condega Johnny Acosta |

| Principal  | Marianela Araya |
| Asistentes | José Montes     |
|            | Luis Núñez      |
| Cuarto     | Huberth Robles  |

| 1     | POR   | Nelson Johnston    |     |
| 4     | DEF   | Jason Prendas      |     |
| 2     | DEF   | Johansen Baltodano | 45' |
| 34    | DEF   | Leonardo Castillo  | 59' |
| 21    | DEF   | Kevin Coll         |     |
| 12    | MED   | José Sosa          | 89' |
| 5     | MED   | Víctor Chavarría   |     |
| 25    | MED   | Dayron Sánchez     | 59' |
| 77    | MED   | Steven Granados    | 45' |
| 30    | DEL   | Justin Roque       |     |
| 19    | DEL   | Jairo Arrieta      |     |
| D. T. | D. T. | Mauricio Solís     |     |

| 22    | POR   | Bryan Rodríguez    |     |
| 5     | DEF   | Luis Carlos Fallas | 79' |
| 3     | DEF   | Johnny Acosta      |     |
| 12    | DEF   | Edward Puga        | 62' |
| 6     | DEF   | José Salvatierra   |     |
| 4     | MED   | Dariel Morejón     |     |
| 8     | MED   | Johan Condega      | 45' |
| 15    | MED   | Adrián Chevez      |     |
| 98    | MED   | Randy Taylor       | 45' |
| 19    | DEL   | Geancarlo Castro   |     |
| 16    | DEL   | Jonathan Hansen    | 79' |
| D. T. | D. T. | Cristian Oviedo    |     |

| 29 | DEL | Lauro Cazal    | 45' |
| 49 | MED | Andry Naranjo  | 45' |
| 8  | MED | Wagner Vargas  | 59' |
| 15 | MED | Josué Quedo    | 59' |
| 3  | DEF | Mauricio Salas | 89' |

| 7  | MED | Esyin Cordero     | 45' |
| 10 | DEL | Jonathan Martínez | 45' |
| 29 | MED | Vinicio Chavarría | 62' |
| 77 | MED | José González     | 79' |
| 99 | DEF | Bryan Jiménez     | 79' |

| 4' · 61' · | Jason Prendas Justin Roque | 1:0 2:1 |

| 29' · | Adrián Chevez | 1:1 |

| 29' · 79' | José Sosa Justin Roque |

| 43' · 90+4' · | Johan Condega Johnny Acosta |

| Principal  | Marianela Araya |
| Asistentes | José Montes     |
|            | Luis Núñez      |
| Cuarto     | Huberth Robles  |

|                                                                       |
| Campeón Segunda División 2023-24 Municipal Santa Ana Primer título 1° |

## Estadísticas

### Máximos goleadores
Lista con los máximos goleadores de la competencia.
Datos actualizados a 16 de enero de 2024 y según página oficial.
| Núm. | Jugador              | Equipo               | Goles |
| ---- | -------------------- | -------------------- | ----- |
| 1.º  | Anderson Núñez       | A. D. Sarchí         | 24    |
| 2.º  | Jairo Arrieta        | Jicaral              | 22    |
| 3.º  | José Rodolfo Montiel | Escorpiones de Belén | 21    |
| 4.º  | Bryan Solórzano      | A. D. COFUTPA        | 20    |